# Machine à sous en ligne
Les machines à sous en ligne font partie des jeux  les plus populaires dans le monde du jeu en ligne. Les premières machines ont été créées à la fin du XIXe siècle par Charles Auguste Fey. Se proposant de reproduire sur Internet leurs homologues terrestres, les machines à sous en ligne sont des appareils virtuels qui fournissent aux joueurs une expérience de jeu interactive.

## Introduction
La première machines à sous, ou « bandit manchot », inventée en 1887 par Charles Frey à San Francisco avait un mécanisme automatique très simple qui permettait de gérer les gains facilement. Les machines à sous sont sans doute les jeux de hasard les plus populaires des casinos traditionnels, il était donc naturel qu'ils soient fortement présents quand les casinos en ligne ont commencé à reprendre en charge l'industrie du jeu de hasard au tournant du siècle. Aujourd'hui, les machines à sous en ligne représentent 70 % de tous les revenus gagnés dans les casinos en ligne, ce qui prouve qu'ils sont, de loin, le jeu le plus populaire dans le domaine du jeu en ligne.

## Vue d'ensemble
L'histoire des machines à sous en ligne a commencé en 1997, quand Microgaming a lancé la première incarnation. Elle a été appelée « Fantastic Sevens », et ressemblait beaucoup à la grande majorité des machines à sous terrestres avec une seule ligne de paiement et trois rouleaux. Ce n'est qu'en 2000 que les machines à sous en ligne ont commencé à présenter une innovation quant à leur format et design. Cash Splash, lancé en 2002, était l'une des premières machines à sous en ligne à étendre le nombre de rouleaux et de lignes de paiement.
À partir de là, les développeurs de casino en ligne sont devenus très créatifs dans leurs designs. En 2004, le premier jeu de machine à sous de marque a été lancé. Basé sur le jeu vidéo populaire, Tomb Raider est devenu un succès immédiat dans le monde des jeux en ligne, incitant les concepteurs à baser leurs jeux sur d'autres personnages passionnants comme X-Men et Hulk.
Actuellement, les développeurs de machines à sous en ligne explorent de nouvelles façons d'améliorer les machines à sous en ligne. Les machines à sous interactives comme les I-Slots de Rival et les machines à sous jeu de rôle de Party Gaming, permettant aux joueurs d'assumer le rôle de différents personnages et de progresser à travers une intrigue à travers le jeu qu'ils jouent. Les opérateurs espèrent également tirer profit des nouvelles avancées techniques, explorant l'utilisation de la technologie d'écran tactile pour être utilisé avec de nouveaux appareils comme les tablettes tactiles.

## Justice
De nombreux joueurs expriment des doutes quant à l'équité des jeux de casino en ligne, s'inquiétant du fait que leur intégrité soit compromise par le fait, que le logiciel soit sous contrôle de la randomisation. Alors que les jeux d'opération en ligne tels que le poker et le craps diffèrent grandement de leurs versions traditionnelles, les machines à sous en ligne fonctionnent en fait exactement de la même façon que leurs homologues terrestres.
Aujourd'hui, les machines à sous dans les casinos de briques et de mortier sont appelés « machines à sous vidéo ». En l'absence de pièces mobiles, ces jeux présentent des représentations graphiques de bobine qui tournent. En tant que tel, le jeu est entièrement basé sur l'ordinateur et contrôlé par un logiciel sophistiqué.
Ceci est le type même de logiciel qui fait fonctionner les machines à sous, utilisant le générateur de nombres aléatoires, random number generator (RNG) en anglais, pour déterminer le paiement de chaque tour. Le générateur utilise des algorithmes avancés mis au point par des mathématiciens pour générer des nombres qui correspondent aux différentes combinaisons sur les rouleaux des machines à sous. Sur une base régulière, les casinos en ligne sont l'objet d'enquêtes par des contrôleurs qui déterminent le caractère imprévisible de leurs générateurs de nombres aléatoires.

## Législation des jeux de hasard en ligne

### En France
La France a légalisé les paris sportifs, les paris hippiques et le poker en ligne avec la loi de juin 2010 réglementant les jeux d'argent gratuit sur Internet.
L'Autorité de Régulation des Jeux En Ligne (ARJEL) a été créée le 13 mai 2010 à la suite de la promulgation de la loi no 2010-476 du 12 mai 2010 sur l’ouverture à la concurrence et à la régulation du secteur des jeux d’argent et de hasard en ligne. Elle attribue des licences gratuites pour cinq ans renouvelables aux opérateurs de jeux en ligne, sous certaines conditions. Elle exerce la surveillance des opérations des jeux d'argent et de hasard sous droits exclusifs, ainsi que des jeux ou paris en ligne et participe à la lutte contre les offres illégales de jeu et contre la fraude.
Elle informe les ministres compétents des manquements à ce cahier des charges et à cette convention qu'elle constate.
La Française des Jeux et le Pari Mutuel Urbain ont perdu leur monopole en ligne pour ces activités.
Le texte a été adopté le 6 avril 2010 par l'Assemblée Nationale en deuxième lecture et la loi a été promulguée le 12 mai 2010. Les premières licences de jeu ont été délivrées le 8 juin 2010 et les français ont pu parier sur la Coupe du Monde de Football 2010 dès le début de la compétition.
En ce qui concerne les machines à sous en ligne, elles ne font pas partie des jeux autorisés en France au même titre que l'ensemble des jeux de casino (hormis le poker). Les jeux de tirage (loterie, keno, bingo) et les cartes à gratter sont toujours sur Internet le monopole de la Française des Jeux.
L'Autorité nationale des jeux (ANJ) a succédé en 2020 à l'ARJEL et bénéficie de pouvoirs élargis par rapport à l'ancienne autorité. Toutefois l'offre de jeux légale autorisée en France n'a pas été modifiée.
Une proposition de loi a été présentée en octobre 2023 afin de permettre aux opérateurs de casinos terrestres de proposer des jeux de casino en ligne à partir de 2025. À partir de 2030 cette autorisation serait étendue à tous les autres opérateurs de casino en ligne désireux d'offrir leurs services aux joueurs français. Si ce projet de loi aboutit, les jeux de casino tels que la roulette, le blackjack et les machines à sous seraient donc autorisés à partir de 2025 sur les sites agréés par l'ANJ.

### À l'international
Le concept de licence et de régulation des activités de jeux de hasard en ligne a été initié par Antigua et Barbuda (pays des Caraïbes).
L'activité des jeux de hasard en ligne reste cependant encore peu encadrée à un échelon international, bien que de nombreux pays (comme la France) s'activent à adapter leur législation. On constate par ailleurs un attrait tout particulier des destinations étrangères pour les sociétés souhaitant se lancer dans les jeux de hasard en ligne (poker, casino, etc.).
Il est ainsi possible aujourd'hui d'obtenir une licence à l'étranger, dans des juridictions souvent associées à des paradis fiscaux. Les 3 pays les plus prisés sont :
- Malte (licence valable 5 années)
- Gibraltar (démarches complexes)
- Chypre